# Steffen Schwien

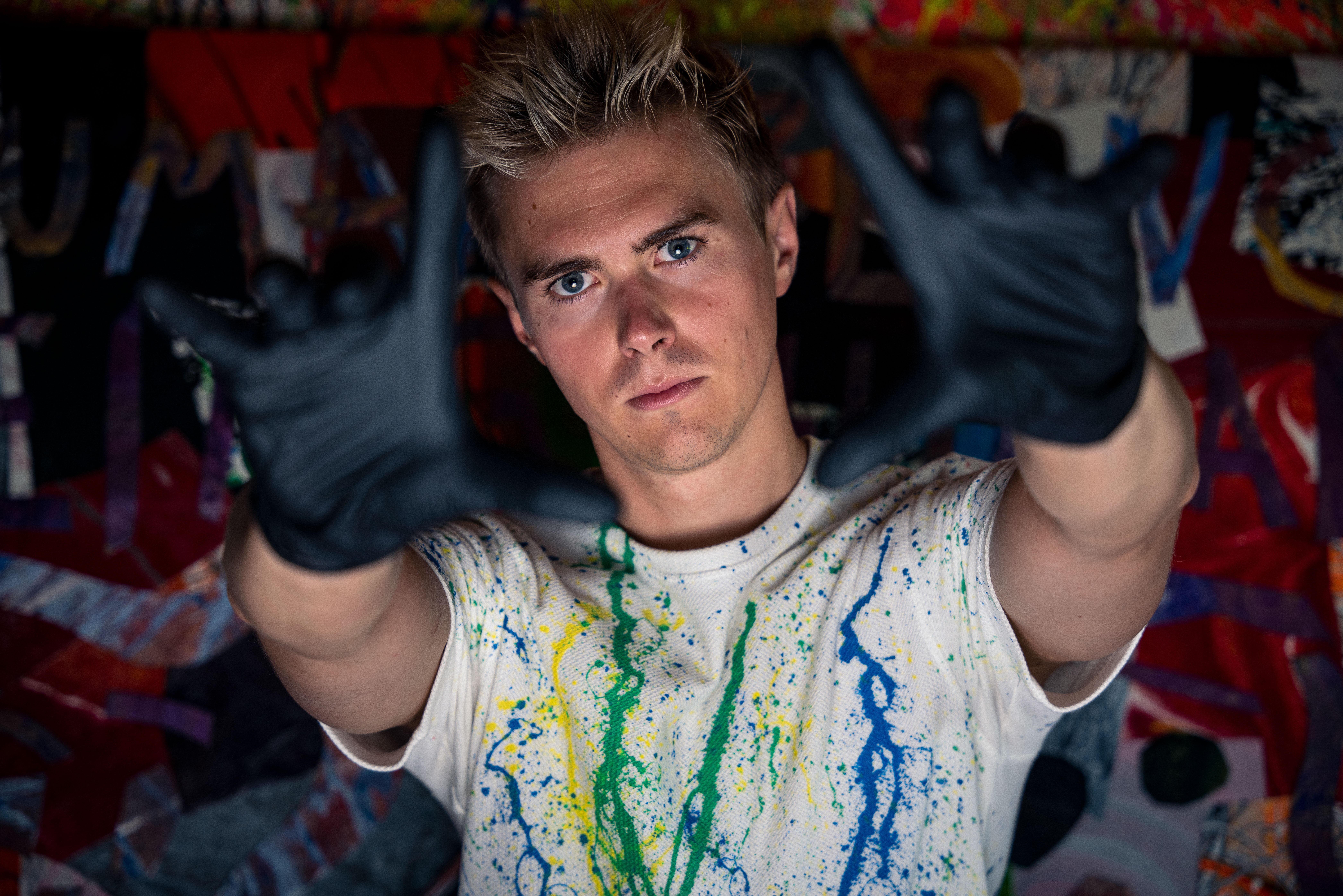
Steffen Schwien

Steffen Schwien (* 26. November 1992 in Eutin) ist ein deutscher Künstler, dessen Werk sich der expressionistischen Malerei zuordnen lässt.

## Leben
Steffen Schwien zeigte bereits in seiner Kindheit ein ausgeprägtes Interesse am Zeichnen. Im Alter von 17 Jahren erlitt er einen Sportunfall, dem eine längere Phase der Rehabilitation folgte. Nach dem Abitur an der Carl-Maria-von-Weber-Schule verbrachte er ein Jahr als Lehrer in Malawi. Anschließend absolvierte er eine Ausbildung zum Speditionskaufmann und studierte Wirtschaftswissenschaften, bevor er sich schließlich der Kunst zuwandte.
Nach ersten Gruppenausstellungen in Hamburg sowie einer digitalen Einzelausstellung auf der Online-Plattform Artland wurde er 2020 mit dem City-Kunstpreis der Carolina D’Amico Stiftung honoriert. 2021 stellte Schwien in der Barlach Halle K aus und veranstaltete im Rahmen der Ausstellung eine Charity-Auktion zugunsten der Toni Kroos Stiftung und Viva con Agua.
Es folgten im selben Jahr internationale Ausstellungen in Italien, Österreich und der Schweiz.
2022 eröffnete Schwien seine eigene Galerie in Ostholstein mit der Ausstellung Destiny. Im selben Jahr präsentierte er in seiner Galerie seine politisch-soziale Serie Human, die sich gegen Rassismus und Diskriminierung positioniert und für eine offene, vielfältige und menschenfreundliche Gesellschaft einsetzt. Seine institutionelle Einzelausstellung Eine Sekunde Ewigkeit im Ostholstein-Museum in Eutin Anfang 2023 machte ihn zum jüngsten dort ausgestellten Künstler. Für die Internationalen Wochen gegen Rassismus 2024 überarbeitete er die Serie Human und kreierte eine künstlerische Symbiose aus malerischen Werken und Poesie, mit der positive und zum Wandel anregende Impulse in Deutschland gesetzt werden sollen. Ein halbes Jahr später zeigte Schwien im Zuge seiner Ausstellung Freiheitschor im Ernst Ludwig Kirchner Verein auf Fehmarn neue und in die künstlerisch-soziale Serie integrierte Bilder, die vor allem mit den dazugehörigen, selbstverfassten Gedichten eine Einheit bildeten und die die Besucher auf diskriminierende gesellschaftliche Zustände hinweisen sollten. Gemeinsam mit den Inselbewohnern sowie den Besuchern kreierte er hierbei ein Gesamtkunstwerk, das als Plädoyer für die Vielfalt verstanden werden darf. Zwei Jahre nach seiner ersten institutionellen Einzelausstellung in Eutin eröffnete Schwien Anfang 2025 "Die Wahrhaftigkeit des Seins" im Nordfriesland Museum. Nissenhaus Husum und zeigte dort mit siebzig Bildern und Gedichten eine umfangreiche Auswahl seines Schaffens.
Steffen Schwien, dessen Atelier sich in Ostholstein befindet, lebt mit seiner Frau Angie in Hamburg.

## Werk und Rezeption
Steffen Schwien setzte sich mit historischen Vorbildern wie Vincent van Gogh und dem amerikanischen Expressionismus auseinander, und entwickelte eine eigene Maltechnik unter Verwendung von Acrylfarbe und Feuer. Vor allem die Meditation, die sein Innerstes nach außen bringt und die den elementaren Grundstein seines empfindsamen Ausdrucks bildet, hat seine Malerei geprägt. Nachdem Vorskizzen für die unterschiedlichen Farbbereiche und unzählige Schichten Farbe mit dem Pinsel auf die Leinwand gebracht worden sind, bearbeitet Steffen Schwien die flüssigen Strukturen mit dem Bunsenbrenner, um die tieferliegenden Farbbereiche wieder an die Oberfläche zu holen. Auf diese Weise entstehen Bilder mit charakteristischen Farbverläufen, die trotz ihrer Zweidimensionalität eine besondere Tiefe und Plastizität erzeugen. Die Verflüssigung der Farbe durch Feuer und das Vermengen der einzelnen Farbschichten resultiert in einem reichen Assoziationsspektrum, das durch den körperlich kraftvollen Schaffensprozess an Strahlkraft gewinnt. Dazugehörige Gedichte vertiefen und erweitern die zum Teil großformatigen Werke vielschichtig.
In seiner abstrakt wirkenden Malerei hält Steffen Schwien das Nicht-Greifbare fest. Emotionen, aber auch gesellschaftliche Positionen und Haltungen bekommen in seinen Bildern eine Form und erhalten auf der Leinwand eine ganz eigene Gegenständlichkeit. Sein allumfassendes, prägendes und lebensbestimmendes Grundthema ist stets das eigene Gefühl, das dem einzelnen Moment Bedeutung verleiht.
Im April 2025 war Schwien zu Gast in der Talkshow Wer kommt, der kommt, wo er seine künstlerische Haltung erläuterte und die Bedeutung von Kunst als ethische Stimme betonte. Während der Sendung trug er sein Gedicht Spiegel der Unendlichkeit vor, das seine Auffassung vom kreativen Schaffen als transzendente und gesellschaftlich wirksame Kraft verdichtet:
"Wenn Kunst als heilig‘ Thron fungiert,
Sind Grenzen überwindbar,
Wird Menschlichkeit im Kern tangiert,
Wo Herz pocht atomar."

## Ausstellungen

### Einzelausstellungen
- 2025: Die Wahrhaftigkeit des Seins | Nordfriesland Museum. Nissenhaus Husum, Husum[17]
- 2024: Freiheitschor | Ernst Ludwig Kirchner Verein Fehmarn e. V., Fehmarn[14]

- 2024: Liebe im Herzen | Innenministerium des Landes Schleswig-Holstein, Kiel[26]
- 2023: Eine Sekunde Ewigkeit | Ostholstein-Museum, Eutin[27]
- 2023: Utopia | IncubARTor by Galerie Rother, Wiesbaden[28]
- 2022: The Expression of Beauty | Senat Gallery, Bukarest[29][10]
- 2022: Human | Galerie Schwien, Malente[12]
- 2022: Modern Renaissance | Galerie Marion Stöter, Hamburg[30]
- 2021: Unstoppable | Stadtgalerie Kitz Art, Kitzbühel[31]
- 2021: Heartbeat | Barlach Halle K, Hamburg[7]
- 2020: Kaleidoscopic | Artland Gallery, Østerbro[32]
- 2020: Legends | Levantehaus, Hamburg[31]

### Gruppenausstellungen
- 2024: now/new/next | Jahresausstellung 2024 | Kunstverein Coburg e. V., Coburg[33]
- 2021: Coming Out | M.A.D.S Gallery Milano, Mailand[8][10]
- 2020: Silver Lining | Azaro Art Spaces, Hamburg[34]
- 2019: Transmission Readiness | Azaro Art Spaces, Hamburg[10]